# José E. Díaz
José Eduvigis Díaz Vera (17 de outubro de 1833 – 7 de fevereiro de 1867) foi um célebre general paraguaio. Díaz nasceu no dia 17 de outubro de 1833 na cidade de Cerro Verá, leste de Pirayú, no departamento de Paraguarí. Seus pais eram chamados Juan Andrés Díaz e Dolores Vera.
Em 1852 juntou-se à milícia. Dez anos depois, tornou-se tenente num batalhão de polícia. Organizou o # 40 º Batalhão da polícia, alcançando finalmente o posto de sargento-mor.

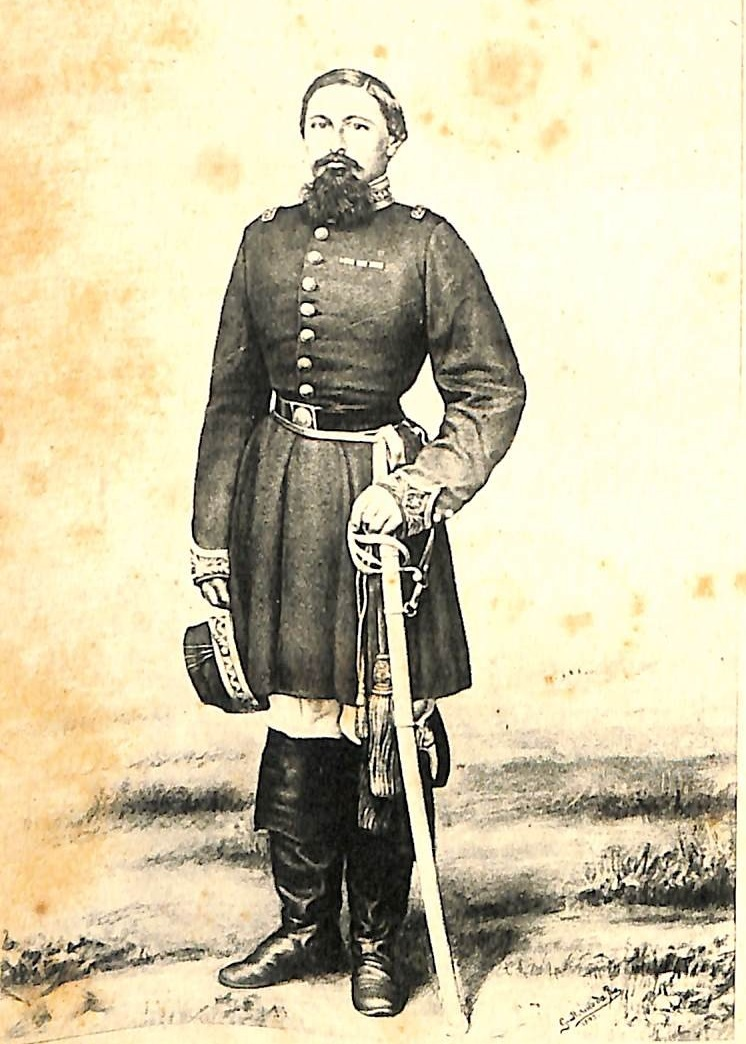
José E. Diaz

Durante a Guerra da Tríplice Aliança, distinguiu-se primeiro nos combates em todo o rio Paraná, em Corrientes, na primavera de 1866. Díaz foi o herói da batalha de Curupaiti, em 22 de setembro de 1866, onde infligiu uma humilhante derrota às forças aliadas. Em 7 de fevereiro de 1867, apenas quatro meses depois da grande vitória,  morreu em uma missão que lhe foi confiada por Francisco Solano López. A canoa na qual fazia reconhecimento da esquadra brasileira foi atingida por fogo de artilharia, ferindo-no com gravidade. A sua perna foi amputada pelos médicos, mas eles não puderam salvá-lo. Uma hora antes de sua morte, foi promovido ao posto de general
Além da batalha de Curupaiti, Díaz participou das batalhas de Corrales, Estero Bellaco, Tuiuti (onde comandou Paraguai contra o combinado forças aliadas) e Boquerón.
Seu caixão foi levado para Assunção, onde a cidade acompanhou-no a seu lugar de descanso, no bairro Recoleta. Em 1939, os restos mortais de Díaz foram depositados em uma urna no Panteão Nacional dos Heróis, junto com aqueles de Carlos Antonio López.

## Homenagens
A Rota 04, importante rodovia paraguaia, tem o seu nome.